# اليوم الدولي لإنهاء ناسور الولادة
اليوم الدولي لإنهاء ناسور الولادة (بالإنجليزية: International Day to End Obstetric Fistula)‏ هو حدث للأمم المتحدة، يُقام في 23 مايو من كل عام، أقرته الجمعية العامة للأمم المتحدة في 20 ديسمبر 2012، تم الترويج لهذا الاقتراح من قبل الهيئة العامة لمصايد الأسماك في البحر الأبيض المتوسط التابعة لمنظمة الأغذية والزراعة في عام 2015، ويهدف إلى زيادة الوعي والدعم الدولي للقضاء على ناسور الولادة، وهو حالة صحية خطيرة تؤثر على النساء والفتيات في العديد من المناطق الفقيرة العالم.

## وصلات خارجية
- الموقع الرسمي.